# Карраро

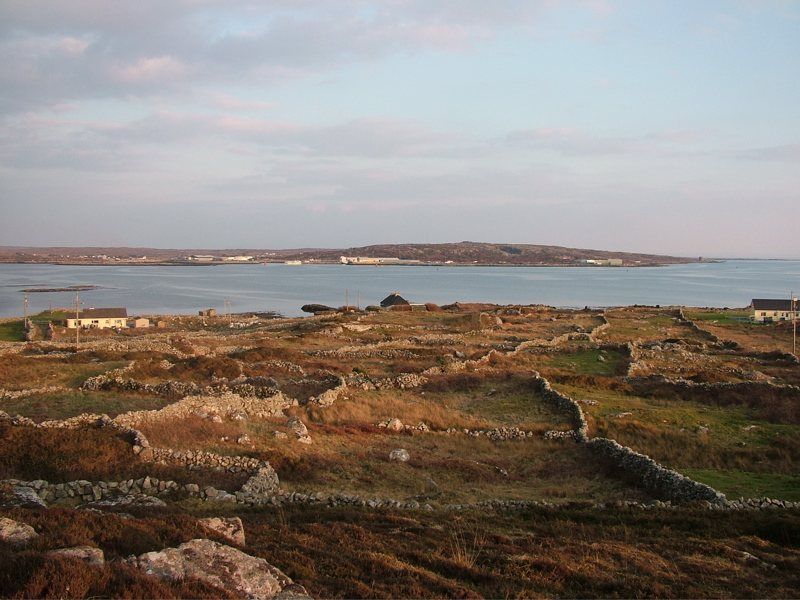

Карраро (англ. Carraroe; ирл. An Cheathrú Rua) — деревня в Ирландии, находится в графстве Голуэй (провинция Коннахт). Является частью Гэлтахта.
Деревня упоминается в песне группы «Waterboys» «Glastonbury Song»:
We came down from the hill of dreams

Bernadette, mother earth and you and me

Through Carraroe, down the wildwood side.

## Демография
Население — 627 человек (по переписи 2006 года). В 2002 году население было 629 человек.
Данные переписи 2006 года:
| Общие демографические показатели |               |                               |                               |      |      |
| Всё население                    | Всё население | Изменения населения 2002—2006 | Изменения населения 2002—2006 | 2006 | 2006 |
| 2002                             | 2006          | чел.                          | %                             | муж. | жен. |
| 629                              | 627           | −2                            | −0,3                          | 320  | 307  |